# Odczyn lateksowy
Odczyn lateksowy, zwany także aglutynacją lateksową (LA) to metoda wykrywania antygenów w płynach ustrojowych
Metoda ta opiera się na wykorzystaniu mikrocząsteczek lateksu opłaszczonych specyficznymi przeciwciałami  monoklonalnymi. Tak opłaszczone cząsteczki inkubuje się z pobranym płynem ustrojowym. Jeżeli zawiera on podejrzewany antygen, następuje widoczna makroskopowo aglutynacja. 
Pozytywny wynik może świadczyć o takich chorobach jak:
- reumatoidalne zapalenie stawów
- twardzina
- zespół Sjögrena